# Mario Nicolini (1955)
Mario Nicolini (Nave, 3 aprile 1955) è un allenatore di calcio ed ex calciatore italiano, di ruolo attaccante.

## Biografia
È sposato, ha quattro figli e ha gestito un negozio di articoli sportivi.
Era soprannominato "bandito".

## Carriera
Cresciuto nelle giovanili del Brescia, ha fatto il suo esordio con le rondinelle in prima squadra in Serie B il 12 ottobre 1975 in Brescia-Foggia (0-0).
Nel Brescia ha collezionato 37 presenze in Serie B realizzando 7 reti. La squadra in cui ha giocato più partite è stata la Cremonese, con la quale ha disputato 159 gare e realizzato 47 reti (16 nella sola stagione Serie C 1976-1977,  fra cui un poker contro il Sant'Angelo). Con i grigiorossi ha disputato quattro stagioni in Serie C, con due promozioni in B (annate 1976-1977 e 1980-1981) e la stagione 1981-1982 in Serie B con 33 presenze e 5 reti.
Ha giocato pure nel Benevento, nel Rimini per due stagioni, chiudendo la carriera nel Giulianova (15 reti nel campionato di Serie C2 1984-1985).
In carriera ha totalizzato complessivamente 70 presenze e 12 reti in Serie B.

## Palmarès

### Club

#### Competizioni nazionali
- Serie C: 1

Cremonese: 1976-1977
- Serie C1: 1

Cremonese: 1980-1981

#### Competizioni giovanili
- Campionato Primavera: 1

Brescia 1974-75